# 안티포르노
《안티포르노》(アンチポルノ, ANTIPORNO)는 일본에서 제작된 소노 시온 감독의 2016년 드라마 영화이다. 토미테 아미 등이 주연으로 출연하였고 코무로 나오코 등이 제작에 참여하였다. 로마노 포르노 시리즈 리부트 중 4번째 영화로서 닛카쓰에 의해 개봉되었다.

## 출연

### 주연
- 토미테 아미
- 츠츠이 마리코

### 조연
- 코타니 사야카
- 후지코
- 요시무타 마나
- 아사미
- 호노카
- 후쿠다 아미
- 타카야마 유야
- 하세가와 다이

## 기타
- 음향: 이토 히로키
- 의상: 사와타이시 카즈히로

## 개봉
이 영화는 프랑스의 L’Étrange Festival에서 2016년 9월 7일 초연되었으며, 일본에는 2017년 1월 28일 개봉되었다.